# The Perfect Storm (phim)
The Perfect Storm (tạm dịch là Siêu bão kinh hoàng) là một bộ phim thảm họa ngắn năm 2000 của đạo diễn Wolfgang Petersen. Bộ phim dựa vào cuốn tiểu thuyết cùng tên của Sebastian Junger năm 1997 kể về đoàn thủy thủ trên con tàu đánh bắt cá Andrea Gail, đã gặp một siêu bão kinh hoàng vào năm 1991. Bộ phim với sự tham gia của hàng loạt các ngôi sao điện ảnh gồm George Clooney, Mark Wahlberg, William Fichtner, John C. Reilly, Diane Lane, Karen Allen và Mary Elizabeth Mastrantonio. Bộ phim đã được công chiếu vào ngày 30 tháng 6 năm 2000 bởi hãng Warner Bros.

## Cốt truyện
Tháng 10 năm 1991, tàu đánh bắt cá kiếm Andrea Gail trở về cảng Gloucester, Massachusetts với số lượng cá không được nhiều. Thất vọng với tiền bỏ ra mà không thu được nhiều, thuyền trưởng Billy Tyne (do George Clooney đóng thế), thuyết phục mọi người trong đoàn thủy thủ của tàu Andrea Gail cùng với mình tham gia vào một chuyến đi đánh bắt cuối năm. Con tàu đi qua khu vực khai thác cá thông thường của họ, để lại một cơn bão phía sau lưng đang hình thành và lớn dần. Ban đầu không thành công lắm với quá trình săn bắt, họ tiến tới Cap Flemish, nơi có rất nhiều cá và cũng đầy rẫy sự nguy hiểm. Và tại đây, họ đã thành công khi câu được rất nhiều cá. Tuy nhiên, đúng lúc đó thì máy làm nước đá bị hỏng khiến cách duy nhất để bán số cá đánh bắt được trước khi nó hỏng là phải quay trở lại bờ càng nhanh càng tốt. Sau khi tranh luận xem có nên đưa con thuyền qua cơn bão hay thả neo chờ đợi nó tan, đoàn thủy thủ quyết định là sẽ đi qua cơn bão. Tuy nhiên, giữa Andrea Gail và Gloucester là một nơi hợp lưu khu vực thời tiết cực kỳ xấu, dòng biển lạnh và một cơn bão, mà Andrea Gail phi hành đoàn đã đánh giá thấp tình hình.
Sau khi đã lặp đi lặp lại cảnh báo từ các tàu khác, Andrea Gail mất ăng-ten, buộc thuyền trưởng Linda Greenlaw (do Mary Elizabeth Mastrantonio thủ vai) của con tàu Hannah Boden phát đi tín hiệu cấp cứu. Một chiếc máy bay trực thăng cứu hộ phản ứng nhanh của ANG, nhưng sau khi thực hiện việc cứu hộ đối với một chiếc thuyền buồm trên không, máy bay trực thăng đã mắc dây cáp vào con thuyền và bị treo lơ lửng trên không trước khi bị rơi. Rất may cho họ là tàu cứu hộ USCGC Tamaroa (WMEC-166) của Tuần duyên Hoa Kỳ đã cứu được, chỉ duy nhất một người thiệt mạng. Còn con tàu Andrea Gail hứng chịu nhiều vấn đề khác nhau. Với sóng cao tới 40 foot (12 m) đổ sập vào boong tàu, những tấm kim loại mỏng để giữ cho những con sóng không đập vào kính và ngăn không cho nước tràn vào đã bị cuốn đi, chỉ còn lại một tấm duy nhất. Sau đó là hai người bị cuốn văng ra khỏi tàu, và mọi người quyết định quay lại để tránh thêm thiệt hại gây ra bởi cơn bão. Nhưng tưởng đã ra được khỏi cơn bão thì con tàu tiếp tục gặp một con sóng cao ập tới. Billy nói với Bobby (Mark Wahlberg thủ vai) cùng giúp điều khiển để cho con tàu tăng tốc, nhưng làn sóng quá cao bắt đầu ập tới để khiến con tàu bị phá vỡ và lật úp chìm xuống đáy đại dương. Phần còn lại của đoàn thủy thủ đang bị mắc kẹt trong khoang và chỉ có Billy và Bobby có thể thoát được. Tuy nhiên, không có áo phao, Bobby bơi lên trên bề mặt được nhưng anh vẫn không có cơ hội sống sót. Những hình ảnh cuối cùng anh chứng kiến là cảnh một mình giữa những con sóng dữ dội. Bộ phim kết thúc mà không có ai trên con tàu sống sót trở về. Đoạn cuối là cảnh Linda đọc bài điếu văn tại lễ tưởng niệm, tiếp theo là Christina, người yêu và mẹ của Bobby, an ủi nhau trên bến tàu.